# Косиняно
Косиня̀но (на италиански: Cossignano) е село и община в Централна Италия, провинция Асколи Пичено, регион Марке. Разположено е на 400 m надморска височина. Населението на общината е 1022 души (към 2011 г.).